# 海南粉

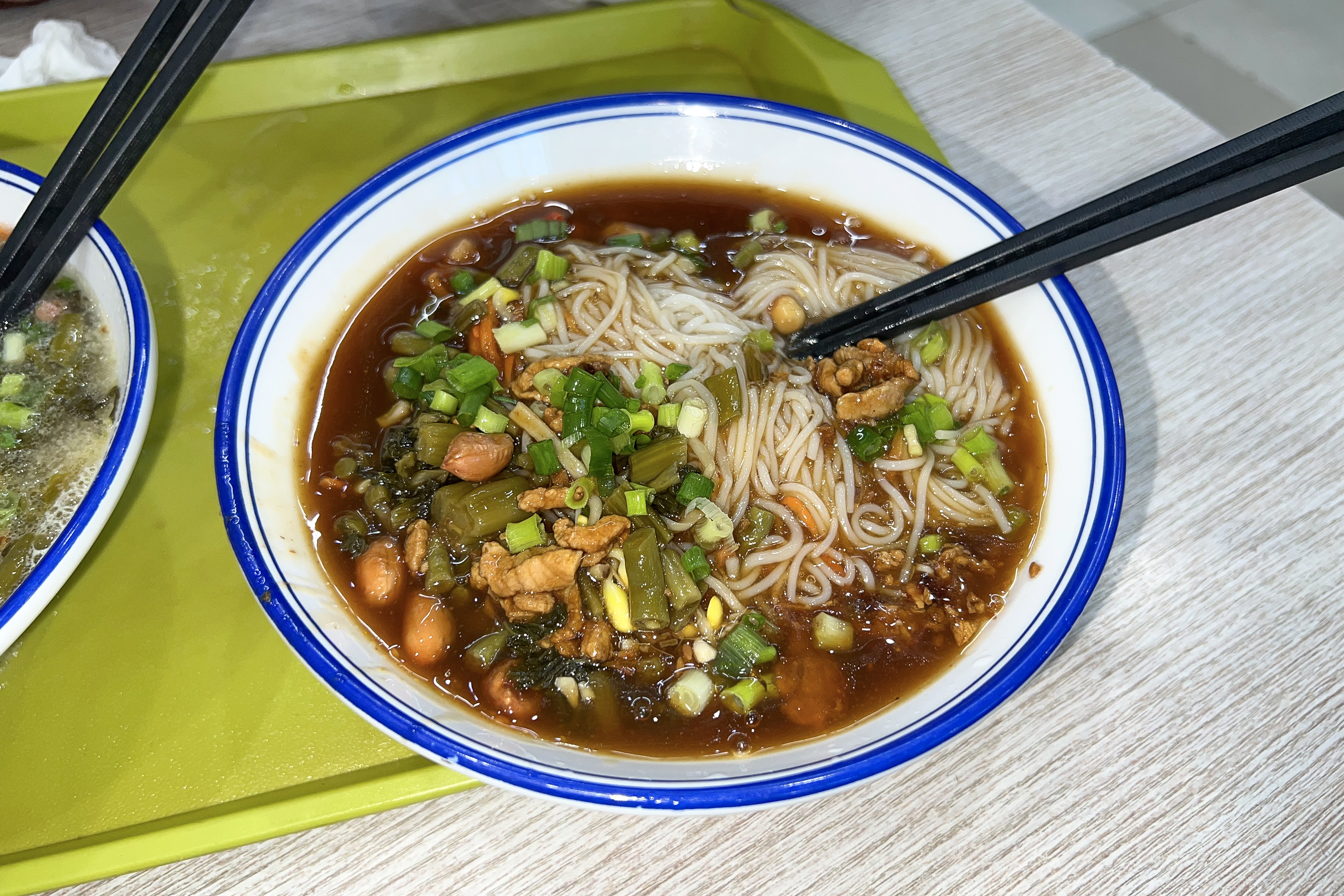
海南腌粉

海南粉又稱腌粉，是海南省特有的米粉，流行於海南島海口市、定安县和澄迈县。口感软糯，味道酸甜可口，多味浓香，可佐以辣椒或辣椒醬。

## 参看
- 米粉
- 粉丝
- 饵丝
- 沙河粉
- 米線